# Джерело Урд
Урд (давньосканд. Urðr — «доля») — джерело, розташоване біля кореня світового дерева ясеня Іґґдрасиля. В цьому джерелі проживають три норни: Урд, Верданді — «становлення» та Скульд «обов'язок». Також їхні імена зображають плин часу: Урд — це те, що завершилося, минуло; Верданді — теперішнє; а Скульд — неминуче майбутнє. Щодня норни повинні поливати Іґґдрасиль священною водою з джерела Урд, завдяки якій ясен залишається вічнозеленим.